# Bản Rịa
Bản Rịa là một xã thuộc huyện Quang Bình, tỉnh Hà Giang, Việt Nam.

## Địa lý
Xã Bản Rịa nằm ở phía tây huyện Quang Bình, có vị trí địa lý:
- Phía đông giáp xã Yên Thành
- Phía tây và nam giáp tỉnh Lào Cai
- Phía bắc giáp huyện Xín Mần.

Xã Bản Rịa có diện tích 33,53 km², dân số năm 2019 là 1.833 người, mật độ dân số đạt 55 người/km².

## Lịch sử
Trước đây, Bản Rịa là một xã thuộc huyện Bắc Quang.
Ngày 1 tháng 12 năm 2003, Chính phủ ban hành Nghị định 146/2003/NĐ-CP về việc thành lập huyện Quang Bình trên cơ sở điều chỉnh xã Bản Rịa thuộc huyện Bắc Quang sang trực thuộc huyện Quang Bình.